# Zufallsexperiment
In der Wahrscheinlichkeitstheorie bezeichnet ein Zufallsexperiment (auch Zufallsvorgang oder Zufallsversuch genannt) einen Versuch, der unter genau festgelegten Versuchsbedingungen durchgeführt wird und einen zufälligen Ausgang hat. Als Versuch versteht man hier einen Vorgang, bei dem mehrere Ergebnisse eintreten können, und bei dem ein nicht vorhersagbares, erfassbares Ergebnis eintritt, zum Beispiel das Werfen einer Münze oder eines Spielwürfels. Davon zu unterscheiden ist das randomisierte Experiment.
Obwohl das Ergebnis jedes einzelnen Versuchs zufällig ist, lassen sich, sofern eine hinreichend häufige Wiederholung möglich ist, Gesetzmäßigkeiten erkennen, die mathematisch erfasst werden können. Die interessierenden Größen eines Zufallsexperiments nennt man Zufallsvariablen.

## Eigenschaften
Damit ein Experiment ein Zufallsexperiment ist, muss es folgende Eigenschaften aufweisen:
- Es gibt einen genau festgelegten Plan zur Durchführung.[1]
- Alle möglichen Ergebnisse des Experiments sind vorab bekannt.
- Das Ergebnis jedes einzelnen Experiments kann nicht vorhergesagt werden (Zufälligkeit).

Ein Zufallsexperiment kann einmalig und unwiederholbar sein oder auch Serien von Durchführungen mit gleichwertigen und von Durchführung zu Durchführung voneinander unabhängigen Versuchen ermöglichen.
Weiter kann ein Zufallsexperiment einstufig oder mehrstufig sein. Im zweiten Fall können die Stufen stochastisch unabhängig oder abhängig sein.
Bei Computerprogrammen werden zur Simulation von zufälligen Ereignissen mit geeigneten Algorithmen scheinbar zufällige Zahlen berechnet, die auch als Pseudozufallszahlen bezeichnet werden.

## Einstufiges Zufallsexperiment
Hier wird das Zufallsexperiment nur einmal durchgeführt.
Beispiele:
- Einmaliges Werfen eines Würfels oder einer Münze.
- Einmaliges Ziehen einer Karte aus einem gemischten Stapel.
- Einmaliges Drehen eines Glücksrades oder eines Kreisels.

## Mehrstufiges Zufallsexperiment
Mehrstufige Zufallsexperimente sind Zufallsexperimente, die aus mehreren Schritten bestehen, die für sich selbst auch Zufallsexperimente sind. Ein einfaches Beispiel ist die mehrmalige Wiederholung eines einzelnen Zufallsexperiments mehrmals. Mehrstufige Zufallsexperimente lassen sich oft durch Baumdiagramme veranschaulichen.
Beispiele:
- Zweimaliges Würfeln
- Ziehen von mehreren Losen aus einer Lostrommel bzw. mehrerer Kugeln aus einer Urne (mit oder ohne Zurücklegen)
- Es wird zuerst gewürfelt und anschließend werden so viele Kugeln aus einer Urne gezogen, wie die Augenzahl des Würfels zeigt.

Es gibt Fälle, in denen ein mehrstufiges Zufallsexperiment bei geeigneter Fragestellung durch ein einstufiges ersetzt werden kann, bei denen das zugehörige mehrstufige Baumdiagramm durch einen Sparbaum oder gar durch einen einzigen Pfad ersetzt  werden kann Beispiel:
- Es soll solange ein Würfel geworfen werden, bis eine „6“ erzielt wird, höchstens jedoch zehnmal.